# Arthur Edward Ellis
Arthur Edward Ellis (* 8. Juli 1914 in Halifax, West Yorkshire; † 23. Mai 1999) war ein englischer Fußballschiedsrichter. Auf internationaler Ebene leitete er in den 1950er Jahren Spiele bei drei Weltmeisterschaften, bei der Weltmeisterschaftsendrunde 1950 war er im „Endspiel“ Linienrichter. Bei der Europameisterschaft 1960, der ersten Europameisterschaftsendrunde, war er ebenso Final-Schiedsrichter wie bei den Olympischen Spielen 1952.

## Werdegang
Ellis war ab 1936 als Schiedsrichter in der englischen First Division tätig. Ab Ende der 1940er Jahre lassen sich auch Länderspieleinsätze nachweisen, etwa im auch als WM-Qualifikation durchgeführten British Home Championship. 1950 entsandte die Football Association ihn zur Weltmeisterschaftsendrunde 1950, bei der er neben einem Spiel in der Gruppenphase auch beim 7:1-Erfolg der gastgebenden Brasilianer über den amtierenden Olympiasieger Schweden ein Spiel der Finalgruppenphase leitete. Beim abschließenden Finalspiel zwischen Uruguay und Brasilien, das aufgrund der Tabellenkonstellation einem Endspiel gleichkam, unterstützte er den Schiedsrichter George Reader als Linienrichter.
Auch innerhalb der Landesgrenzen wurde Ellis mit bedeutenden Spielen betraut, so oblag ihm 1952 im Endspiel um den FA Cup zwischen Newcastle United und dem FC Arsenal die Leitung des Spiels. Anschließend war er in fünf Spielen der Olympischen Spiele in Helsinki Unparteiischer, dabei leitete er unter anderem  das Endspiel zwischen Ungarn und Jugoslawien. Zwei Jahre später gehörte er erneut zu den Schiedsrichtern bei der Weltmeisterschaft, die von ihm gepfiffene Viertelfinalpartie zwischen Brasilien und Ungarn im Rahmen der Weltmeisterschaft 1954 ging aufgrund der brutalen Spielweise – Ellis sprach drei Platzverweise aus – als Schlacht von Bern in die Geschichte ein.
Nach Einführung des Europapokals 1955 war Ellis auch dort stark im Einsatz und leitete in der Premierensaison sechs Spiele, darunter einerseits vier Spiele von Hibernian Edinburgh und andererseits das Endspiel zwischen Real Madrid und Stade Reims im Pariser Parc des Princes. Später wurde er noch mehrfach auch bei Halbfinalspielen eingesetzt.
Bei der Weltmeisterschaft 1958 feierte Ellis seine dritte Endrundenteilnahme, leitete aber lediglich zwei Gruppenspiele. Zwei Jahre später leitete er erneut ein Endspiel im Parc de Princes, dieses Mal anlässlich der EM-Endrunde 1960. In der Verlängerung setzte sich dabei die Sowjetunion gegen Jugoslawien durch.
1961 beendete Ellis seine Karriere, trat aber in den 1970er Jahren als Schiedsrichter in der Gameshow It's A Knockout in Erscheinung.